# Kenneth Lane (Kanute)
Kenneth Ralph „Ken“ Lane (* 16. August 1923 in Toronto; † 22. Januar 2010 ebenda) war ein kanadischer Kanute.

## Erfolge
Kenneth Lane gewann bei den Olympischen Spielen 1952 in Helsinki die Silbermedaille im Zweier-Canadier. Auf der 10.000-Meter-Strecke starteten er und Donald Hawgood in einer neun Boote umfassenden Konkurrenz, die sie in einer Rennzeit von 54:09,9 Minuten abschlossen. Sie kamen mit einem Rückstand von 1,6 Sekunden hinter den siegreichen Franzosen Georges Turlier und Jean Laudet und einem Vorsprung von 18,2 Sekunden auf die Deutschen Egon Drews und Wilfried Soltau ins Ziel, womit sie die Silbermedaille gewannen. Sein älterer Bruder Norman Lane hatte vier Jahre zuvor im Einer-Canadier olympisches Bronze gewonnen.
Bei den Panamerikanischen Spielen 1967 und den Olympischen Spielen 1972 fungierte er als Teammanager der kanadischen Kanumannschaft, bei den Olympischen Spielen 1976 war er als Wettkampfrichter aktiv. 2003 wurde Lane in die Canadian Olympic Hall of Fame aufgenommen. Auf nationaler und lokaler Ebene war er im Kanusport noch viele Jahre als Aktiver im Seniorensport sowie als Funktionär tätig, aber ebenso auch im Tennis und Squash.
Beruflich arbeitete Lane 38 Jahre bei Sears Canada und ging 1984 in den Ruhestand. Er starb im Januar 2010 an Leukämie.